# Казённый участок № 8
Казённый участок № 8 — исчезнувшее село в Красноперекопском районе Республики Крым, включённое в состав города Красноперекопск, сейчас — район улицы Морская.

## История
Первое документальное упоминание селения встречается в Списке населённых пунктов Крымской АССР по Всесоюзной переписи 17 декабря 1926 года, согласно которому в селе Казённый участок № 8, Ишуньского сельсовета Джанкойского района, числилось 17 дворов, все крестьянские, население составляло 80 человек, из них 78 украинцев и 2 немца. Постановлением ВЦИК от 30 октября 1930 года был восстановлен Ишуньский район (есть данные, что 15 сентября 1931 года и село включили в его состав. На подробной карте РККА северного Крыма 1941 года Казённый участок № 8 обозначен с 48 дворами. В последний раз в доступных источниках встречается на двухкилометровке РККА 1942 года. Время включения в состав Красноперекопска в доступных документа не отражено.